# Moschea Hysen Pasha
La moschea Hysen Pasha (in albanese Xhamia e Hysen Pashës) è una moschea ottomana situata a Berat, in Albania. Rientra nei monumenti culturali religiosi dell'Albania.